# Edosa montanata
Edosa montanata är en fjärilsart som beskrevs av László Anthony Gozmány. Edosa montanata ingår i släktet Edosa och familjen äkta malar. Inga underarter finns listade i Catalogue of Life.